# Mari Beyleryan
Mari Beyleryan (en armeni: Մառի Պեյլերյանian; Constantinoble, 1877 - 1915) fou una activista feminista, escriptora i dirigent armènia víctima del Genocidi armeni.

## Biografia
Es llicencià en la Facultat d'Esayan de la Universitat de Constantinoble, i després es perfeccionà a Bera. Col·labora en les revistes "Arevelk" i "Hunchak". Al 1895 Mari Beyleryan fou una de les organitzadores de la Demonstració Bab-Ali, i com era perseguida per la policia, abandonà la capital. A Egipte treballà com a professora. Entre 1902 i 1903 publica la revista "Àrtemis" de dones, primera publicació dedicada a l'alliberament de les dones. Després de la Revolució de la Jove Turquia hi torna i treballa com a professora en distintes zones; dirigeix el Col·legi de Xiquetes d'Eudokia.